# Републикански път III-5906
Републикански път IIІ-5906 е третокласен път, част от Републиканската пътна мрежа на България, преминаващ по територията на Хасковска и Кърджалийска област. Дължината му е 51,1 km.
Пътят се отклонява надясно при 69,6 km на Републикански път II-59 североизточно от село Нова ливада, на билото на източнородопския рид Сърта и се насочва на юг по южните склонове на рида. Минава през село Железино и при село Гугутка слиза в долината на Бяля река (ляв приток на Луда река от басейна на Арда). След селото пътят завива на запад, преминава през селата Бялградец и Казак, преодолява южната част на рида Черна планина (северно разклонение на източнородопския рид Мъгленик), навлиза в Кърджалийска област и при село Черничево отново слиза в долината на Бяля река. Тук той завива на север, а след разклона за село Калайджиево — на запад и югоизточно от село Голямо Каменяне се свързва с Републикански път III-5904 при неговия 10,7 km.
| Пътища, отклоняващи се надясно (населено място, № на пътя, посока на пътя) | km   | Пътища, отклоняващи се наляво (посока на пътя, № на пътя, населено място) |
| -------------------------------------------------------------------------- | ---- | ------------------------------------------------------------------------- |
| Община Ивайловград, Област Хасково, II-59, 69,6 km →                       | 0,0  | → 69,6 km, II-59, Област Хасково, Община Ивайловград                      |
| (за с. Нова ливада) общински път ←                                         | 1,2  |                                                                           |
| (за с. Пъстроок) общински път, с. Железино ←                               | 3    | с. Железино                                                               |
|                                                                            | 7,7  | → общински път (за с. Ленско)                                             |
|                                                                            | 12,7 | → общински път (за с. Бели дол)                                           |
| с. Гугутка                                                                 | 13,6 | с. Гугутка                                                                |
| с. Бялградец                                                               | 15,6 | с. Бялградец                                                              |
| с. Казак                                                                   | 19,4 | с. Казак                                                                  |
| Община Крумовград, Област Кърджали                                         | 22,3 | Област Кърджали, Община Крумовград                                        |
| (за с. Горско) общински път ←                                              | 23,2 |                                                                           |
|                                                                            | 25,4 | → общински път (за с. Стражец)                                            |
| с. Черничево                                                               | 37,8 | → с. Черничево, общински път (за 22 km на III-5904)                       |
| (за с. Тинтява) общински път ←                                             | 42,1 | → общински път (за с. Синигер)                                            |
| (за селата Тинтява и Калайджиево) общински път ←                           | 44,1 |                                                                           |
| (от гр. Крумовград) III-5904, 10,7 km →                                    | 51,1 | → 10,7 km, III-5904 (до граница с Гърция)                                 |